# Schellenbergmoor
Das Naturschutzgebiet Schellenbergmoor liegt in den Gemeinden Eurasburg und Münsing im Landkreis Bad Tölz-Wolfratshausen in Oberbayern. Es gehört zur Tölzer Moorachse.
Das 30,22 ha große Gebiet mit der Nr. NSG-00306.01, das im Jahr 1987 unter Naturschutz gestellt wurde, erstreckt sich östlich des 56,36 km² großen Starnberger Sees. Östlich verläuft die A 95. Im Gebiet entsteht der Kuglmühlbach.
Das Moor wird im Westen über Grenzgraben und Kuglmühlbach zum Starnberger See und im Osten über Schindergraben und Habichtgraben zur Loisach entwässert.